# Josef Schaub
Josef Schaub (* 7. Januar 1899 in Deidesheim; † 5. November 1978 in Neustadt an der Weinstraße)  war ein deutscher Zeitungsverleger.

## Leben
Schaub, der aus einer Deidesheimer Winzerfamilie stammte, war Soldat im Ersten Weltkrieg und kehrte 1919 nach Neustadt an der Haardt (heute N. an der Weinstraße) zurück, wo er eine Ausbildung zum Redakteur machte.
Ab 1921 half er mit, „die von Johannes Finck (1888–1953) mit bischöflicher Erlaubnis gegründete „Neue Pfälzische Landeszeitung“ in Ludwigshafen“ aufzubauen, die von der Ludwigshafener Ortsgruppe der Zentrumspartei herausgegeben wurde. 1923 übergab Johannes Finck die Schriftleitung an seinen jüngeren Bruder Albert Finck, der 1935, nach der Machtergreifung Hitlers, vom Reichsministerium für Volksaufklärung und Propaganda abgesetzt wurde. 1936 wurde das Erscheinen der Neuen Pfälzischen Landeszeitung, deren stellvertretender Geschäftsführer Josef Schaub war, eingestellt. Albert Finck erhielt Berufsverbot als Journalist (1936–1945) und arbeitete während der Zeit des Nationalsozialismus als Versicherungsvertreter und Aushilfslehrer. Nachdem für Schaub zunächst auch ein Berufsverbot als Journalist im Gau Saarpfalz, unter der Gauleitung von Josef Bürckel, verhängt worden war, arbeitete er für einen Zeitungsverlag nahe der niederländischen Grenze und wirkte später bei der Trierischen Landeszeitung mit.
Anfang 1939, vor Beginn des Zweiten Weltkriegs, wurde Schaub zur Wehrmacht eingezogen. Ab 1941 baute er die neu erschienene Saarländische Tageszeitung (1940–1944) auf, die ab 1. September 1940, nach der Wiederbesiedlung der Roten Zone als Zusammenschluss fünf bisheriger saarländischer Tageszeitungen erschien und nach dem Willen Adolf Hitlers und Josef Bürckels „eine aufrechte Verfechterin nationalsozialistischer Grundsätze und Ziele“ sein sollte und bis 1945 zum Presseimperium Bürckels gehörte.
Nach dem Zweiten Weltkrieg war er Mitbegründer der regionalen Tageszeitung Die Rheinpfalz; die Möglichkeit dafür erhielt er von Otto Eichenlaub, Leiter des Nachrichten- und Presseamtes des Oberregierungspräsidiums. Die Rheinpfalz war am 29. September 1945 erstmals erhältlich. Zwanzig Jahre lang war Schaub Leiter dieser Zeitung.
Er war Mitglied im Hauptausschuss des Bundesverbandes Deutscher Zeitungsverleger und im Aufsichtsrat der Deutschen Presse-Agentur. Zu seinem 60. Geburtstag wurde er mit dem Großen Bundesverdienstkreuz ausgezeichnet.
Sein Sohn ist der Unternehmer Dieter Schaub, der ab 1964 die Leitung der Rheinpfalz übernahm; dieser gab die Verlagsführung 1994 an seinen Sohn  Thomas ab.